# Dolichotetranychus australianus
Dolichotetranychus australianus är en spindeldjursart som först beskrevs av Womersley 1943.  Dolichotetranychus australianus ingår i släktet Dolichotetranychus och familjen Tenuipalpidae. Inga underarter finns listade i Catalogue of Life.